# Xavi Torres
Xavier Torres Buigues (Jávea, Alicante, España, 21 de noviembre de 1986), conocido como Xavi Torres, es un futbolista español que juega de centrocampista en el C. D. Lugo de la Segunda División de España.

## Trayectoria
Con catorce años se incorporó a la disciplina del Villarreal C. F. Perteneció seis años a las categorías inferiores del club castellonense y llegó a jugar con el Villarreal C. F. "B" en la campaña 2005-06. En la temporada 2006-07 fue traspasado al Alicante C. F. para jugar en Segunda División B.
En julio de 2007 el Villarreal ejerció una opción de recompra sobre el jugador para, posteriormente, traspasarlo al F. C. Barcelona. El 5 de septiembre de 2007 debutó con el primer equipo azulgrana: disputó treinta y seis minutos en las semifinales de la Copa Cataluña ante el Girona F. C. El resto de la temporada jugó en el F. C. Barcelona "B" que se proclamó campeón de la Tercera División y logró el ascenso a Segunda División B.
Durante la campaña 2008-09 continuó en el filial azulgrana y asumió la capitanía tras la marcha de Marc Valiente. El 9 de diciembre de 2008 fue convocado para un encuentro de la fase de grupos de la Liga de Campeones ante el Shajtar Donetsk, aunque finalmente se quedó en el banquillo. El 17 de mayo de 2009 debutó en Primera División en un encuentro ante el R. C. D. Mallorca en el que jugó los noventa minutos. También participó, esa misma temporada, en el partido contra el C. A. Osasuna.

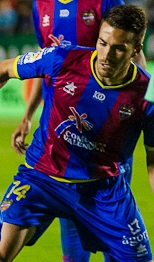
Xavi Torres jugando con el Levante U. D. en 2012.

Aunque Pep Guardiola contaba con el jugador para realizar la pretemporada 2009-10 con el primer equipo, finalmente Torres abandonó el club azulgrana y se comprometió con el Málaga C. F. Tras obtener la carta de libertad por parte del Barcelona, firmó un contrato de cuatro temporadas con los malagueños y fue presentado el 24 de junio de 2009 en el estadio La Rosaleda. Debutó oficialmente con el Málaga el 30 de agosto en la victoria por 3-0 ante el Club Atlético de Madrid, en la que también logró su primer gol en Primera División.
Fue cedido por el Málaga al Levante U. D. para la temporada 2010-11. Al término de la campaña volvió a ser cedido al Levante de cara a la 2011-12.
El 31 de mayo de 2012 el Levante comunicó que iba a ejercer la opción de compra de 300 000 euros de la que disponía, aunque no consiguió llegar a un acuerdo con el jugador para firmar un contrato. El Getafe C. F., en cambio, sí logró entenderse con el futbolista y con el Málaga, propietario de sus derechos federativos, que lo convocó para realizar la pretemporada mientras se resolvía su fichaje. Ante esto, el Levante exigió al jugador la incorporación a su disciplina hasta que se decidiera su futuro, aunque el jugador ignoró el llamamiento. Finalmente, tras una negociación entre los tres clubes, acabó fichando por el Getafe en una operación a tres bandas que se anunció el 1 de agosto de 2012.
El 7 de agosto de 2013 fichó por el Real Betis Balompié por cuatro temporadas a cambio de 1,5 millones de euros. Sin embargo, una lesión poco antes del mercado invernal provocó que se le retirase la ficha federativa y que en su lugar la ocupase Alfred N'Diaye.
El 15 de agosto de 2016 se anunció su fichaje por el Real Sporting de Gijón de cara a la temporada 2016-17. El 4 de septiembre de 2017 se incorporó a la plantilla del Perth Glory F. C. australiano. De cara a la temporada 2018-19 fichó por el Elche C. F.
En agosto de 2019 se hizo oficial su marcha al Al-Arabi S. C. de Kuwait. Un año después, el 18 de septiembre de 2020, regresó al fútbol español para jugar en el C. D. Lugo de la Segunda División, donde se pondría a las órdenes de Juanfran García, quien fuera compañero de equipo durante su etapa de jugador.

## Clubes
| Club                   | País      | Año             |
| ---------------------- | --------- | --------------- |
| Villarreal C. F. "B"   | España    | 2005-2006       |
| Alicante C. F.         | España    | 2006-2007       |
| F. C. Barcelona "B"    | España    | 2007-2009       |
| Málaga C. F.           | España    | 2009-2012       |
| Levante U. D.          | España    | 2010-2012       |
| Getafe C. F.           | España    | 2012-2013       |
| Real Betis Balompié    | España    | 2013-2016       |
| Real Sporting de Gijón | España    | 2016-2017       |
| Perth Glory F. C.      | Australia | 2017-2018       |
| Elche C. F.            | España    | 2018-2019       |
| Al-Arabi S. C.         | Kuwait    | 2019-2020       |
| C. D. Lugo             | España    | 2020-actualidad |

## Palmarés

### Campeonatos nacionales
| Título           | Club                | País   | Año  |
| ---------------- | ------------------- | ------ | ---- |
| Tercera División | F. C. Barcelona "B" | España | 2008 |